# Ranunculus cryptanthus
Ranunculus cryptanthus är en ranunkelväxtart som beskrevs av Milne-redhead och Turrill. Ranunculus cryptanthus ingår i släktet ranunkler, och familjen ranunkelväxter. Inga underarter finns listade i Catalogue of Life.